# Comuna Cervonîi Ranok, Kroleveț
Cervonîi Ranok (în ucraineană Червоний Ранок) este o comună în raionul Kroleveț, regiunea Sumî, Ucraina, formată din satele Cervonîi Ranok (reședința), Veseli Horî și Zabolotove.

## Demografie
Componența lingvistică a comunei Cervonîi Ranok
     Ucraineană (96,21%)
     Rusă (3,68%)
Conform recensământului din 2001, majoritatea populației comunei Cervonîi Ranok era vorbitoare de ucraineană (96,21%), existând în minoritate și vorbitori de rusă (3,68%).